# Bungó Stray Dogs
Bungó Stray Dogs - Toulaví literáti (japonsky 文豪ストレイドッグス, Bungó Sutorei Doggusu) je japonská manga, kterou píše Kafka Asagiri a kreslí Sango Harukawa. Od prosince 2012 vychází v časopisu Young Ace nakladatelství Kadokawa Šoten, a zatím byla souhrnně vydána ve 26 svazcích tankóbon.
Vydání se dočkalo několik light novel či televizní anime seriál režiséra Takuji Igarašiho, který produkovalo studio Bones. Byl rozdělen na dvě části, přičemž první z nich byla premiérově vysílána od 7. dubna do 23. června 2016. Druhá část pak byla vysílána od 6. října do 22. prosince téhož roku. Filmové pokračování Bungó Stray Dogs: Dead Apple bylo v japonských kinech uvedeno 3. března 2018. Nedlouho poté byla oznámena třetí řada seriálu, kterou režíroval Satonobu Kikuči a která byla premiérově vysílána od 12. dubna do 28. června 2019. Anime seriál Bungó Stray Dogs wan!, jenž je založený na stejnojmenné spin-offové manze, byl vysílán od 13. ledna do 31. března 2021. V červenci 2019 byl oznámen hraný film, nese název Bungó Stray Dogs The Movie: Beast a je ve vývoji od března 2020.

## Příběh
Acuši Nakadžima byl vyhozen ze sirotčince a teď nemá co jíst, ani kde složit hlavu. Zatímco se potuluje u řeky na pokraji vyhladovění, přemýšlí, jak někoho zdárně okrást, ale plány mu překazí záchrana jistého podivína při pokusu o sebevraždu. Jeho jméno je Osamu Dazai a spolu s jeho parťákem Kunikidou jsou členy detektivní agentury. Ti oplývají nadpřirozenými schopnostmi a mají za úkol se vypořádat s těmi, na které je samotná policie či dokonce armáda krátká. Právě jsou na stopě lidožravému tygrovi, který se v blízkosti objevil a má toho až moc společného s Acušim.